# Campeonato Africano de Atletismo de 2024 - Lançamento de dardo masculino
A prova do lançamento de dardo masculino do Campeonato Africano de Atletismo de 2024 foi disputada no dia 26 de junho, no Estádio de Japoma, em Duala, nos Camarões.

## Recordes
Antes desta competição, os recordes mundiais e do campeonato nesta prova eram os seguintes:
|                       | Nome          | Nacionalidade | Distância | Local     | Data                 |
| --------------------- | ------------- | ------------- | --------- | --------- | -------------------- |
| Recorde mundial       | Jan Železný   | Chéquia       | 98m 48cm  | Jena      | 25 de maio de 1996   |
| Recorde do campeonato | Tom Petranoff | África do Sul | 87m 26cm  | Belle Vue | 28 de junho de 1992  |
| Recorde africano      | Julius Yego   | Quênia        | 92m 72cm  | Pequim    | 26 de agosto de 2015 |

## Medalhistas
| Ouro              | Prata                    | Bronze                             |
| Julius Yego (KEN) | Chinecherem Nnamdi (NGR) | Mustafa Mahmoud Abdel Khaliq (EGY) |

## Cronograma
Todos os horários são locais (UTC+1).
| Data        | Hora  | Evento |
| ----------- | ----- | ------ |
| 26 de junho | 17:15 | Final  |

## Resultado final
A final ocorreu dia 26 de junho às 17:15.
| Posição           | Atleta                       | Nacionalidade      | #1    | #2    | #3    | #4    | #5    | #6    | Resultado | Notas |
| ----------------- | ---------------------------- | ------------------ | ----- | ----- | ----- | ----- | ----- | ----- | --------- | ----- |
| Medalha de ouro   | Julius Yego                  | Quênia             | 71.54 | 69.80 | 80.24 | 77.44 | x     | 79.97 | 80.24     |       |
| Medalha de prata  | Chinecherem Nnamdi           | Nigéria            | 75.47 | 71.49 | 76.45 | 74.16 | 73.90 | 79.22 | 79.22     |       |
| Medalha de bronze | Mustafa Mahmoud Abdel Khaliq | Egito              | 72.97 | 73.45 | 77.25 | 74.15 | 76.09 | 65.50 | 77.25     |       |
| 4                 | Rocco van Rooyen             | África do Sul      | 71.24 | 75.21 | 65.67 | 72.00 | x     | 72.72 | 75.21     |       |
| 5                 | Samuel Kure Adams            | Nigéria            | 65.68 | 64.04 | 65.39 | 67.70 | 69.26 | 68.51 | 69.26     |       |
| 6                 | Jamis Aballa                 | Etiópia            | 65.90 | 66.42 | 64.55 | 69.08 | 64.67 | 65.61 | 69.08     |       |
| 7                 | Otag Ubang                   | Etiópia            | 68.75 | x     | 63.36 | 62.44 | 68.45 | 55.90 | 68.75     |       |
| 8                 | Methusellah Kiprop           | Quênia             | 66.08 | 60.26 | 62.93 | 68.75 | x     | 65.49 | 68.75     |       |
| 9                 | Boris Amakai                 | Camarões           | 61.89 | 62.40 | 64.01 |       |       |       | 64.01     |       |
| 10                | Okello Othow                 | Etiópia            | 60.20 | 62.43 | 63.65 |       |       |       | 63.65     |       |
| 11                | Ignace Chancel Ebana         | República do Congo | 62.34 | 58.05 | x     |       |       |       | 62.34     |       |
| 12                | Prince Yannick Kibaya        | República do Congo | 50.10 | x     | 53.90 |       |       |       | 53.90     |       |

Legenda
| Recorde mundial       | Recorde mundial (World record)               |                       | Recorde africano                      | Recorde africano (African) |                                           | Q | Classificado por posição (Qualified) |
| Recorde do campeonato | Recorde do campeonato (Championship record)  | Recorde da América    | Recorde da América (Americas)         | q                          | Classificado por melhor tempo (Qualified) |   |                                      |
| Melhor marca do ano   | Melhor marca do ano (World leading)          | Recorde asiático      | Recorde asiático (Asian)              | DNS                        | Não largou (Did not start)                |   |                                      |
| Recorde nacional      | Recorde nacional (National record)           | Recorde europeu       | Recorde europeu (European)            | DNF                        | Não terminou (Did not finish)             |   |                                      |
| Recorde pessoal       | Recorde pessoal do atleta (Personal best)    | Recorde da Oceania    | Recorde da Oceania (Oceania)          | DSQ / DQ                   | Desclassificado (Disqualified)            |   |                                      |
| Recorde da temporada  | Recorde da temporada do atleta (Season best) | Recorde sul-americano | Recorde sul-americano (South America) | NM                         | Sem marca (No mark)                       |   |                                      |